# Джеферсън (град, Орегон)
Вижте пояснителната страница за други значения на Джеферсън.
Джеферсън (на английски: Jefferson) е град в окръг Мариън, щата Орегон, САЩ. Джеферсън е с население от 2287 жители (2000) и обща площ от 1,9 km². Намира се на 73,1 m надморска височина. ЗИП кодът му е 97352, а телефонният му код е 541.